# Techniques arabes au Moyen Âge
 (octobre 2011).
Si vous disposez d'ouvrages ou d'articles de référence ou si vous connaissez des sites web de qualité traitant du thème abordé ici, merci de compléter l'article en donnant les références utiles à sa vérifiabilité et en les liant à la section « Notes et références ».
Les techniques arabes au Moyen Âge consistent soit en des inventions et innovations de scientifiques arabo-musulmans, soit en des modifications apportées à des techniques existantes. La zone couverte est constituée d'un ensemble d'États qui s'étendaient de l'Espagne, l'Afrique à l'Indus. Les inventions citées ici ont été découvertes par les savants perses, irakiens, arabes, wisigoths, turcs et berbères durant l'âge d'or islamique qui s'étend de la période des premiers califes au VIIIe siècle à la veille de la prise de Bagdad au XIIIe siècle.

## Observatoires astronomiques
Ouverture des premiers observatoires astronomiques en Irak au IXe siècle qui fonctionnaient à la manière d'un véritable institut de recherche composé d'un directeur et d'astronomes professionnels disposant d'outils dédiés. D'autres centres d'observation verront le jour comme l'Observatoire de Constantinople. Ulugh Beg fit bâtir une médersa (institut) à Bukhara, ouverte en 1417, et à Samarcande, ouverte en 1420, et un observatoire, inauguré vers 1429. Il publia, avec les mathématiciens et astronomes Qadi-zadeh Roumi al-Kachi les Tables sultaniennes (zij-e solTâni, en persan). Après la mort d'Ulugh Beg, Ali Qushji partit avec une copie des Tables sultaniennes à Tabriz, puis à Constantinople, d'où elles atteignirent l'Europe.

## Mécanique

### But des inventions mécaniques
Le but des inventions mécaniques fait débat ; certains chercheurs estiment que les inventions mécaniques mises au point durant l'époque médiévale par les savants arabes comme Banu Musa ou Al-Djazari n'étaient que des « jouets » et n'ont été inventées que dans le but de s'amuser. Cependant bien que leur usage soit très limité dans la plupart des cas ils ont pour origine la demande d'un riche mécène qui contribuait financièrement à la réalisation de ces machines comme pour les horloges ou des mécanismes hydrauliques qui malgré tout pouvaient servir à la société.

### Automates
Selon Hossam Elkhadem, « comme la plupart des mécanismes arabes, ceux-ci reposent sur les travaux des ingénieurs mécaniciens hellénistiques ».
Mark E. Rosheim résume moins superficiellement les avancées en matière de robotique réalisées par les savants arabo-musulmans :

« Contrairement aux modèles grecs, ces exemples montrent que les Arabes témoignaient d'un intérêt non seulement dans l'illusion dramatique, mais aussi dans la manipulation de l'environnement pour le confort humain. Ainsi les plus grandes contributions que les Arabes ont apportées, outre la préservation, la diffusion et le développement des travaux grecs, fut le concept de l'application pratique. Ce fut l'élément clé qui manquait dans la science robotique grecque. »

#### La contribution des Ptolémées
Ce furent les Ptolémées qui transformèrent la ville d’Alexandrie (Égypte romaine) en capitale intellectuelle du monde. Y vécurent les techniciens Ctésibius, Philon de Byzance et Héron d’Alexandrie, ainsi que certains savants comme Euclide et Archimède. On pense que leur influence sur le développement des arts mécaniques fut décisive. Au IIIe siècle av. J.-C., le médecin grec Ctésibios perfectionna une « horloge hydraulique », appelée clepsydre, pompe à eau permettant la mesure du temps.

#### Le double héritage arabe et byzantin
On parle de double héritage arabe et byzantin en ce qui concerne les automates. Roger II de Sicile puis Frédéric II accueilleront les mécaniciens de toutes origines (chrétiens, juifs et musulmans) et leur feront construire des automates
Un extrait bien connu de l’Antadoposis de Liutprand de Crémone (qui montre que les Romains byzantins ont conservé la science des automates) qui écrit au Xe siècle :

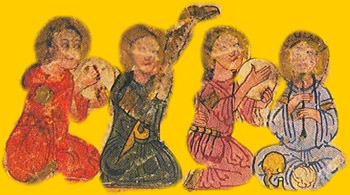
Les musiciens humanoïdes programmables d'Al-Jazari

« Devant l’empereur se trouvait un arbre de bronze recouvert d’or dont les branches étaient garnies d’oiseaux de bronze, qui imitaient les cris des vrais oiseaux. Le trône impérial était fabriqué de telle façon qu’il paraissait d’abord très bas, puis plus haut et à un autre moment complètement en l’air. Des lions dorés, de bois ou de bronze, semblaient le garder ; ils frappaient le sol de leur queue tandis qu’un rugissement sortait de leur bouche ouverte où ils roulaient la langue. »

#### Le mécanisme des automates
D'après Ian Stewart, la complexité et la précision de fabrication du mécanisme d'Anticythère plaident en faveur de « l'existence d'une longue tradition de taille d'engrenages et de machines à engrenages dans la Grèce antique ». L'engrenage différentiel était aussi connu des Grecs.

#### Exemples d'automates

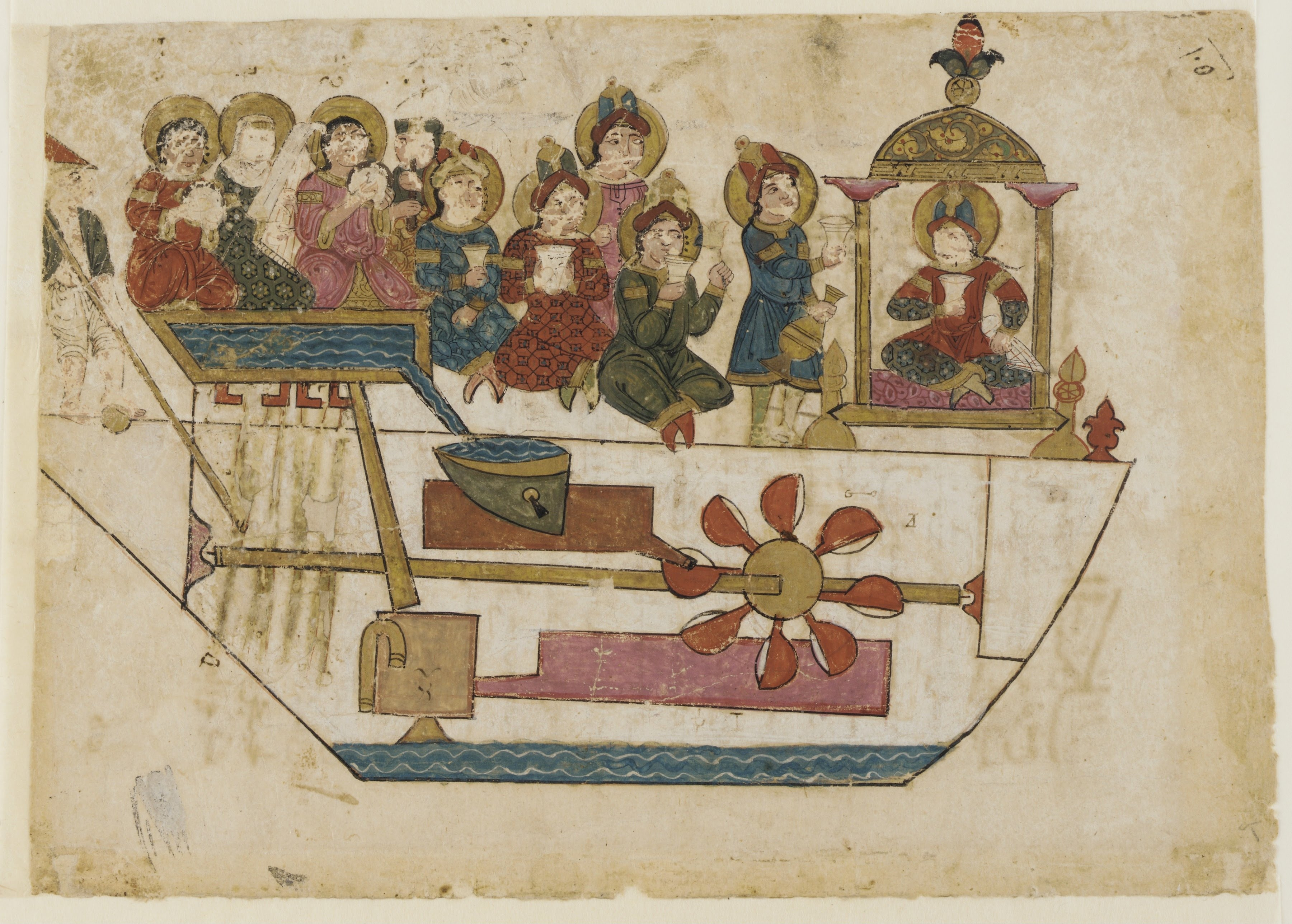
Navire de musiciens humanoïdes d'Al-Jazari servant aux festivités organisés les jardins royaux

- Automate : Une des horloges inventées par Ibn Khalaf al-Muradi au XIe siècle en Espagne intègre un "complexe et un ingénieux système qui, au début de chaque heure, actionne une série d'automates, incluant des serpents, femmes et hommes mécaniques qui fonctionnent sur un système basé sur un jeu d'eau, de mercure et de poulies".
- Humanoïdes mécaniques programmables : Al-Jazari (1136-1206) réalisé le premier robot humanoïde programmable en 1206 qui innove sur les automates non programmables. Le robot d'Al-Jazari, fabriqué pour les fêtes royales, était au départ un bateau flottant sur un lac et embarquant quatre musiciens automatiques.
- Fontaine de paons et servants humanoïdes : La fontaine de paons d'Al-Jazari est un système sophistiqué permettant aux invités de nettoyer leurs mains grâce à des pantins automatisés offrant savon et serviettes.
- Portail automatique : La première porte automatique est inventée par Héron d'Alexandrie et par les ingénieurs chinois sous l'empereur Sui Yangdi bien avant l'arrivée de l'islam. Al-Jazari réalisera un modèle de portail automatique en utilisant la force hydraulique. Au IXe siècle, les frères Banou Moussa inventent plusieurs types d'automates et objets mécaniques. Ils en décrivent plus d'une centaine dans leur livre des objets ingénieux. En 1206, Al-Jazari décrit aussi dans son livre "Le livre du savoir des ingénieux objets mécaniques", cinquante objets dans six catégories différentes.

### Calculateurs mécaniques
- Equitorium :  Construit par Al-Zarqali en 1015, l'equatorium (equitoria au pluriel) est un instrument de calcul astronomique. Il sert à déterminer les positions de la Lune, du Soleil et des planètes sans calcul, à l'aide d'un modèle géométrique représentant la position des objets célestes.

## Militaire

### Navires

Plan d'un chebec, navire utilisé par les pirates barbaresques

- Qarib : l'origine de la caravelle dérivant elle-même de l'arabo-andalou qarib vient du navire de même nom.
- Chebec et Polacre : Utilisé en Méditerranée du XVIe siècle au XIX par les pirates barbaresques, qui l'utilisaient pour les batailles navales contre les Européens. La combinaison d'une voile aurique aérodynamique, ainsi que l'amélioration de la voile carrée de la polacca permet à ces navires de naviguer plus rapidement que les bateaux européens ou américains.

## Instruments scientifiques
Les astronomes musulmans ont fabriqué une grande quantité d'instruments astronomiques incluant l'astrolabe et ses variantes.

### Appareils de laboratoire

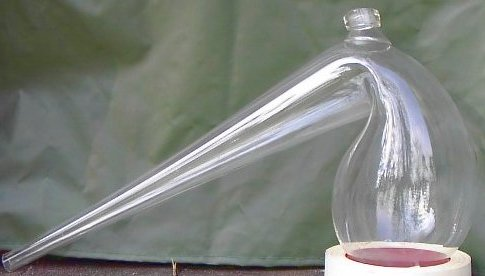
Une cornue moderne

- Bécher conique : Durant ses expériences, Al-Biruni repris l'utilisation du bécher dû à Griffin ou pour la forme haute, à Berzelius, dans le but de trouver le ratio entre le poids d'une substance dans l'air et le poids de l'eau déplacée, sans jamais y arriver.

### Instruments de navigation
- Quadrant  : Al-Khwarizimi au IXe siècle à Bagdad.
- Kamal : au IXe siècle, un sextant rudimentaire nommé kamal. Il est utilisé pour la navigation sur l'océan Indien dès le Xe siècle et est très rapidement adopté par les navigateurs indiens suivis des navigateurs chinois vers le XVe siècle.

### Instruments optiques
- Chambre noire :  Bien que ses principes soient connus depuis l'Antiquité c'est à Alhazen qu'on doit l'invention de la chambre noire. Il décrit dans son traité d'optique en 1021 le procédé et comprend que plus le trou est petit, meilleure est la qualité de l'image.
- Sténopé :  Au Xe siècle, Alhazen, publie l'idée dans son traité d'optique.